# برايان بيرسيفال
برايان بيرسيفال (بالإنجليزية: Brian Percival)‏ هو مخرج بريطاني، ولد في 1962 في ليفربول في المملكة المتحدة.

## وصلات خارجية
- برايان بيرسيفال على موقع IMDb (الإنجليزية)
- برايان بيرسيفال على موقع قاعدة بيانات الأفلام العربية
- برايان بيرسيفال على موقع ألو سيني (الفرنسية)
- برايان بيرسيفال على موقع أول موفي (الإنجليزية)
- برايان بيرسيفال على موقع قاعدة بيانات الأفلام السويدية (السويدية)
- برايان بيرسيفال على موقع قاعدة بيانات الفيلم (الإنجليزية)
- برايان بيرسيفال على موقع كينوبويسك (الروسية)